# Árpád Pédery
Árpád Pédery (født 1. februar 1891 i Budapest, død 21. oktober 1914 i Lviv, Ukraine) var en ungarsk gymnast, som deltog i OL 1912 i Stockholm.

## Gymnastikkarriere
Pédery var en del af det ungarske hold, der deltog i mangekamp i en europæisk udgave (der blev også konkurreret i en "svensk" udgave ved legene), hvor der deltog fem nationer med mellem 16 og 40 deltagere hver. Italien var overlegne i konkurrencen og vandt med 53,15 point, mens Ungarn med Pédery blev toere med 45,45 point og Storbritannien treere med 36,90 point.

## Anden karriere
Pédery studerede humaniora og fik lærereksamen i 1914. Han blev derpå indrulleret i hæren og døde samme år på fronten under første verdenskrig.